# Свети Георги (Зелениче)
Вижте пояснителната страница за други значения на Свети Георги.
„Свети Георги“ (на гръцки: Αγίου Γεωργίου) е възрожденска православна църква, разположена в леринското село Зелениче (Склитро), част от Костурската епархия на Вселенската патриаршия. 

## История
Храмът е построен в 1867 година с труда на жителите на селото от епирски строители, начело с майстор Костас.